# Philippus da Caserta
Philippus da Caserta (zm. koniec XIV wieku) - średniowieczny teoretyk muzyki i kompozytor związany ze stylem ars subtilior, ojciec Antonella. Działał na dworze papieskim w Awinionie w latach 70. XIV w. Większość twórczości to ballaty oraz ballady, chociaż niedawno odkryto jego Credo i ronda.
Jego ballada En attendant souffrir została napisana przez Bernabò Viscontiego, co zostało potwierdzone przez obecność motta tego artysty. Dwa utwory Caserty: En remirant i De ma dolour, korzystają z fragmentów tekstów zaczerpniętych z chansonów stworzonych przez najsłynniejszego kompozytora tamtych czasów, Guillaume'a de Machauta. Reputacja Caserty była na tyle znacząca, że znany kompozytor Johannes Ciconia korzystał z części jego ballad w swoich własnych utworach.

## Twórczość
Wszystkie utwory były na trzy głosy.

### Ballady
- De ma dolour
- En attendant souffrir
- En remirant vo douce pourtraiture
- Il n'est nulz homs
- Par le grant senz
- Par les bons Gedeons

### Inne
- Credo
- Rondo, Espoir dont tu m'as fayt (sporne)